# Phare du fort de l'Ouest
La rade de Cherbourg, dans la Manche, dispose d'un ensemble de signalisation maritime dont le plus important est le phare du fort de l'Ouest, sur la digue centrale.

## Signalisation lumineuse sur la rade de Cherbourg
D'est en ouest, l'entrée de la rade dispose ainsi de :
- un feu blanc fixe sur le fort de l'île Pelée, à l'est ;
- un feu sur le fort de l'Est de la digue centrale ;
- un feu sur le fort au centre de la digue centrale ;
- un phare sur le fort de l'Ouest de la digue centrale ;
- un feu sur la jetée du port de commerce ;
- un feu blanc fixe sur le fort de Querqueville, à l'ouest[1].

## Historique
Le phare du fort de l'Ouest a subi les transformations suivantes au fil du temps :
- en 1853, un feu blanc fixe a été installé sur une tour de 15,50 m de hauteur, bâtie sur le fort de l'Ouest, à l'extrémité de la digue centrale ;
- en 1862, un feu fixe rouge a été placé sur une tourelle de 9,65 m ;
- en 1896, un feu tournant à trois éclats groupés blancs et rouges de 15 s a été mis en place (état actuel).

## Phare actuel
C'est une tourelle cylindrique en maçonnerie de pierres apparentes grises construite sur l'un des anciens forts du port de Cherbourg appartenant à la Marine nationale. Le fort de l'Ouest a été très abîmé durant la Seconde Guerre mondiale.
Le phare est électrifié depuis 1934 et automatisé depuis 1977.
Il dispose de deux aérogénérateurs et d'un signal sonore de détection de brume.